# Gaby Zambrano
Gabriela Janisse Zambrano Castillo (Callao, 12 de octubre de 1994), conocida por su nombre artístico Gaby Zambrano, es una cantante peruana radicada en México, que se desempeña musicalmente en la salsa y timba. Es apodada bajo el apelativo de la Leona de la Salsa Peruana. 

## Biografía
Nació el 12 de octubre de 1994 en el distrito del Callao, Región Callao, proveniente de una familia ligada a la música. Es la hija del cantante salsero Iván Zambrano, exmiembro de las bandas musicales peruanas Sensual 9:90 y la Orquesta Zaperoko. Vivió sus primeros años en Bellavista, distrito de la misma zona. Realizó sus estudios escolares en el Colegio San Antonio Marianistas y estudió la carrera de publicidad en la Pontificia Universidad Católica del Perú.[cita requerida]
Comenzó su carrera artística como cantante de cumbia peruana a la edad de 16 años, conformando el elenco principal de la agrupación femenina Agua Bella, desempeñándose como una de las vocalistas en 2011. Años más tarde, Zambrano fue concursante del reality show de canto La voz Perú de Latina Televisión en el año 2013, desempeñándose en el rol de participante del Equipo Jerry, liderado por el cantante puertorriqueño Jerry Rivera. Estuvo en negociaciones para formar parte de la orquesta peruana Son Tentación sin conseguir el éxito.
En el año 2016, inicia su incursión en la salsa, formando su agrupación musical Gaby Zambrano y la Sonerísima, en el cual lanzaría su versión de «Quítame ese hombre» de Pilar Montenegro, logrando así consolidarse en el dicho género musical, obteniendo gran aceptación en las plataformas y emisoras locales.
En el año 2018, viajó a Nueva York para participar en la elaboración del recopilatorio «Después de tí» en colaboración del trompetista Nelson Jaime Gazú. Además de ello, comenzó a realizar giras internacionales por países de Norteamérica y Sudamérica.
En el año 2020, presta su colaboración con el cantante Pete Perrignon para el lanzamiento «Contigo» de la composición de Alejandro Martínez y los arreglos de Ramón Sánchez.
En el año 2021, estrena el tema musical «Otra mentira no» junto a Son Tentación, bajo la composición de su pareja sentimental, el cantautor Johnny Lau. En ese mismo año, lanza el sencillo La Dueña de la Clave, canción de la autoría de Lau, y tuvo una breve participación en el programa concurso Yo soy, en el rol de refuerzo de Cristian Bernal, imitador del fallecido cantante Vicente Fernández, consagrándose con él campeones de la temporada.
Se incursionó en la actuación, teniendo un rol principal en la telenovela Llauca en el año 2021, bajo el papel de Marilú, una cantante de salsa.[cita requerida] Previo a su participación, recibió talleres de teatro en la asociación cultural Diez Talentos.[cita requerida]
Colaboró con el grupo musical Los Titanes para el lanzamiento de la nueva versión de «Por retenerte» en el año 2023.
En el año 2022 firma un contrato exclusivo con la disquera nacional Chim Pum Music con la colaboración de Sergio George.
Estrena su nuevo material Camaleónica en 2024, contando la producción musical de Johnny Lau y Giovanni Machuca, compuesto por 10 temas inéditos incluyendo «SNDA», «La Dueña de la Clave», «Otra mentira no» y «No te ilusiones conmigo» bajo el formato salsa, timba y pop. Dentro de sus colaboraciones, cuenta con la participación de los cantantes Roberto Blades y Ronald Rojas.

## Vida personal
En el año 2024, contrajo matrimonio con el cantante y compositor peruano Johnny Lau, con quién se casó en México, país donde radica actualmente.

## Discografía

### Álbumes de estudio
- 2019: El sabor de siempre (Live session)
- 2020: Gaby Zambrano en concierto (Live session)
- 2022: En concierto, capítulo 2 (En vivo)
- 2024: Camaleónica

### Sencillos
- 2015: «Has perdido a esta mujer»
- 2017: «Quítame a este hombre»
- 2017: «Clávame tu amor»
- 2017: «Sin pijama (Versión salsa)»
- 2018: «Después de tí (Versión balada)»
- 2018: «Después de tí»
- 2019: «Hipocresía»
- 2020: «Contigo»
- 2020: «Te hubieras ido antes»
- 2020: «Otra mentira no»
- 2020: «La Dueña de la Clave»
- 2020: «La cobra»
- 2020: «Homenaje a Selena»
- 2020: «Empezar de nuevo»
- 2021: «Amarte duele así»
- 2021: «Qué viva el Perú señores»
- 2021: «Desesperado (Versión salsa)»
- 2022: «Pa' enamorarte»
- 2022: «Extraña sensación»
- 2022: «Gaby Zambrano (Live session)»
- 2022: «Te apareces»
- 2023: «No te ilusiones conmigo»
- 2023: «Maestro de mentiras»
- 2023: «Amantes de ficción»
- 2023: «Besito en la boca»
- 2023: «Y se llama Perú – Teatro Municipal de Lima»
- 2023: «Teatro Municipal de Lima (En vivo)»
- 2023: «Has perdido a esta mujer (En concierto)»
- 2023: «Un día de verano perfecto»
- 2023: «Como se olvida»
- 2023: «Te hubieras ido antes»
- 2023: «Por retenerte»
- 2024: «Por macho»
- 2024: «Fuego entre nosotros»
- 2024: «Partido en dos (Versión bachata)»
- 2024: «Sincera confesión»
- 2024: «Voy a prohibirme (Remix)»
- 2024: «Qué voy a hacer sin tí»
- 2025: «Mix Para llorar»